# Sandhauser Brake und Schwarze Brake

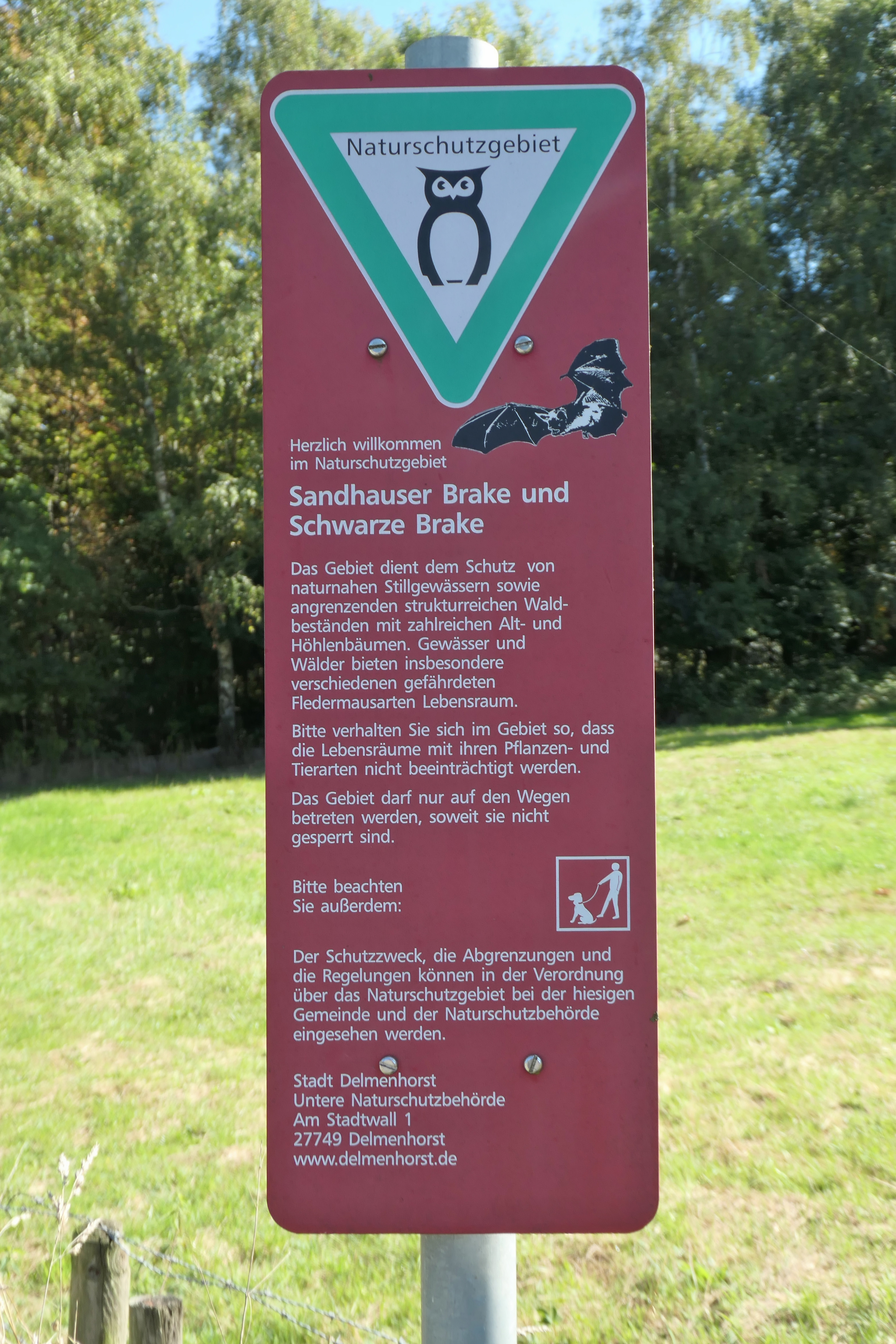

Das Naturschutzgebiet Sandhauser Brake und Schwarze Brake liegt im nördlichen Stadtgebiet der niedersächsischen kreisfreien Stadt Delmenhorst in der zur naturräumlichen Region des Weser-Aller-Flachlands gehörenden naturräumlichen Haupteinheit der Thedinghäuser Vorgeest.

## Naturschutzgebiet
Das Naturschutzgebiet wurde am 14. Dezember 2010 durch den Rat der Stadt Delmenhorst unter Naturschutz gestellt, nachdem große Flächenanteile bereits vorher als Landschaftsschutzgebiet ausgewiesen waren. Es trägt das statistische Kennzeichen NSG WE 277 und umfasst eine Fläche von 20,66 Hektar. Ein weiteres Naturschutzgebiet in Delmenhorst ist der Hemmelskamp.

## Entstehung
Sowohl die Sandhauser- als auch die Schwarze Brake sind Gewässer, die durch Deichbrüche im Februar 1572 bei einem katastrophalen Hochwasser aus dem Mittel- und Oberweserraum als Braken entstanden. Bei diesem Hochwasser entstanden auch der teilweise im Naturschutzgebiet Hemmelskamp liegende Geigensee sowie die Kruschenbrake im Hemmelskamper Holz. Auf Grund des sandigen Untergrundes der auf der Delmenhorster Vorgeest, einem Unterabschnitt der Thedinghäuser Vorgeest gelegenen Gewässer, konnten hier bei dem Hochwasser ausgesprochen tiefe Kolke entstehen, die mit den damaligen Mitteln nicht mehr geschlossen werden konnten und eine Verlegung der Deichlinie nach Osten notwendig machten. Die Reste der historischen Deichlinie ist im Gelände noch deutlich zu erkennen.

## Natur und Landschaft
Bei der Sandhauser und der Schwarze Brake handelt es sich um Stillgewässer mit teils ausgedehnten Schwimmblatt- und Röhrichtzonen, teils mit ausgeprägten Verlandungsbereichen sowie Röhricht- und Großseggenbeständen sowie Sumpfgebüschen. Umgeben sind sie u. a. von Waldbeständen, in denen Eichen dominieren, aber auch Buchen und Eschen vorkommen.

## Tierwelt
Das Naturschutzgebiet hat eine besondere Bedeutung als Lebensgrundlage für insgesamt sieben vorkommende Fledermausarten, die hier Quartierstandorte haben oder das Gebiet zur Jagd nutzen. Dabei handelt es sich um den Abendsegler, Breitflügel-, Rauhaut-, Zwerg-, Wasser-, Teichfledermaus und Braunes Langohr.

Einige der im Schutzgebiet vorkommenden Fledermausarten
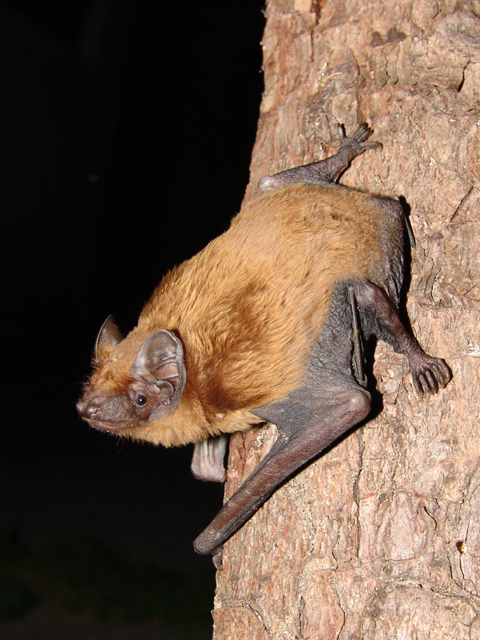
Großer Abendsegler
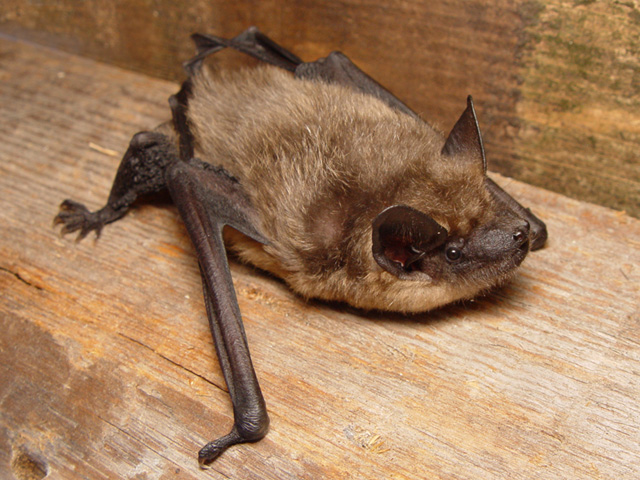
Breitflügelfledermaus
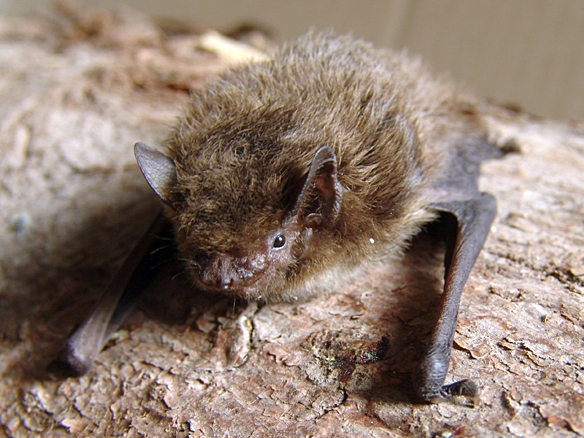
Rauhautfledermaus
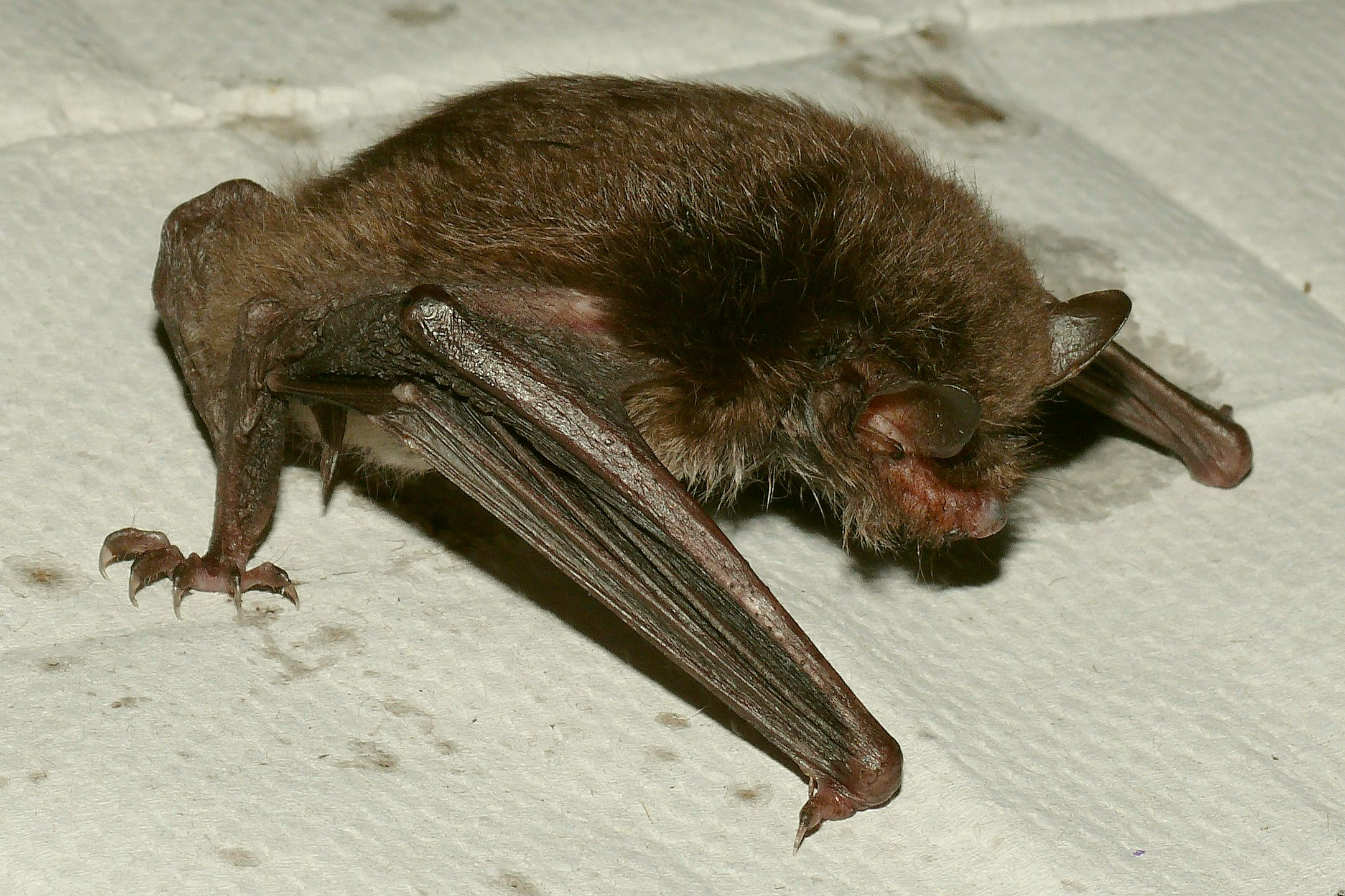
Wasserfledermaus
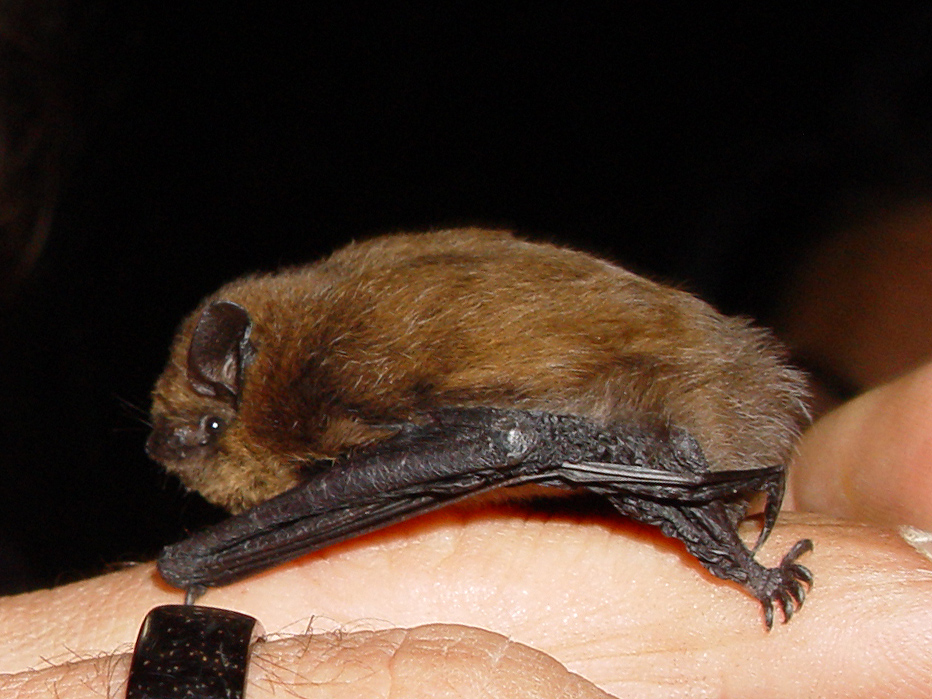
Zwergfledermaus

In den Gewässern finden die Amphibienarten Erdkröte, Seefrosch und Grasfrosch Laichhabitate. Auch Libellenarten wie das Große Granatauge, Fledermaus-Azurjungfer und Kleine Binsenjungfer sowie der vom Aussterben bedrohte Spitzenfleck kommen hier vor.

Im Schutzgebiet vorkommenden Amphibien- und Libellenarten
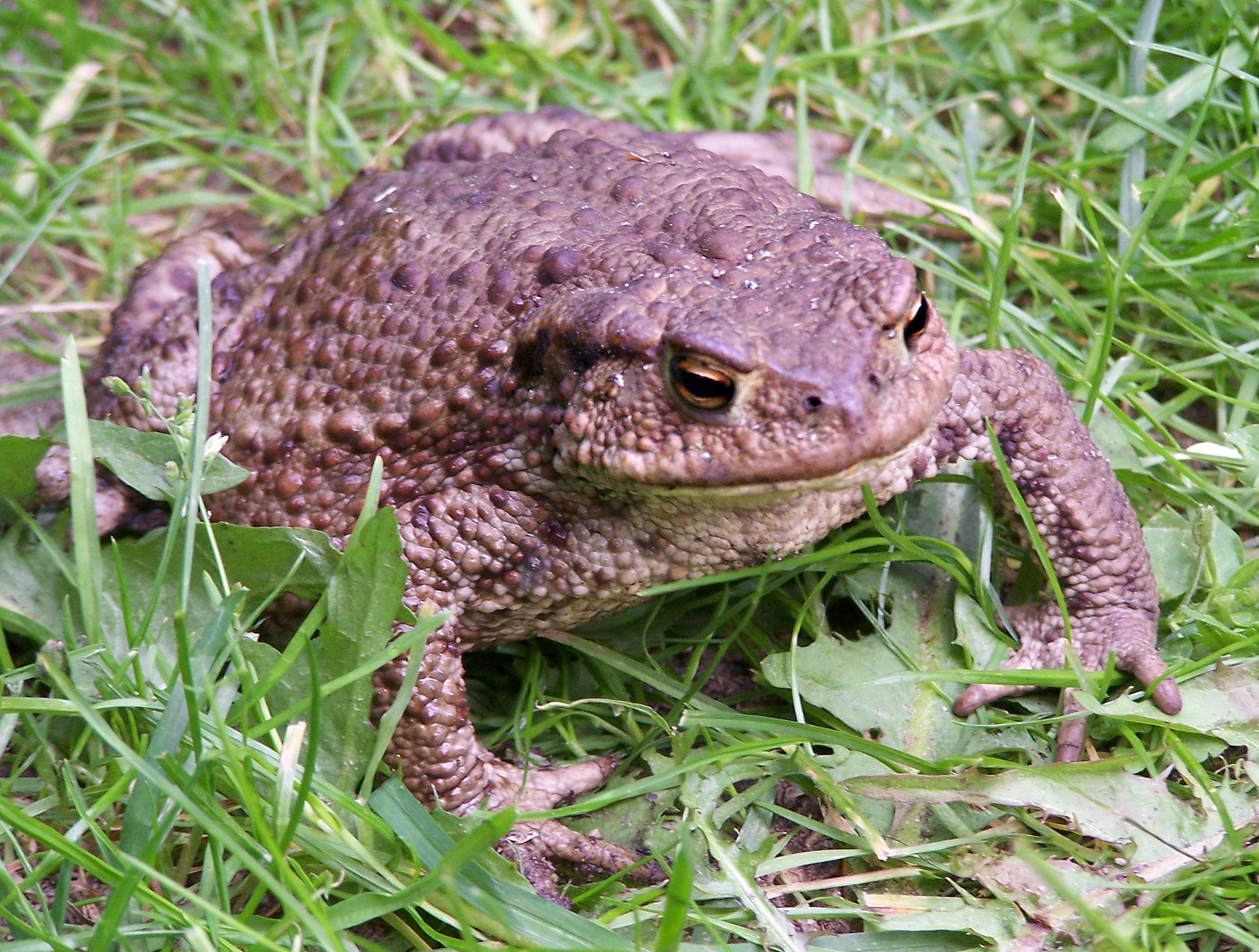
Erdkröte
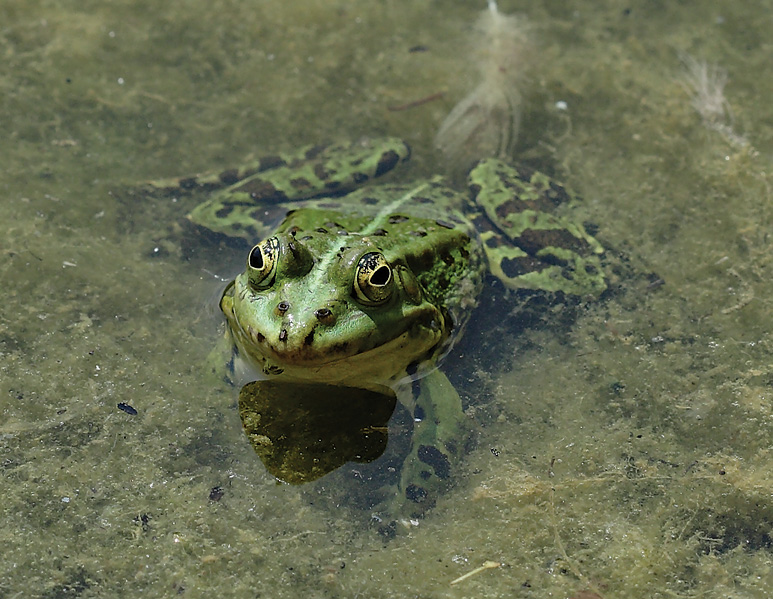
Seefrosch
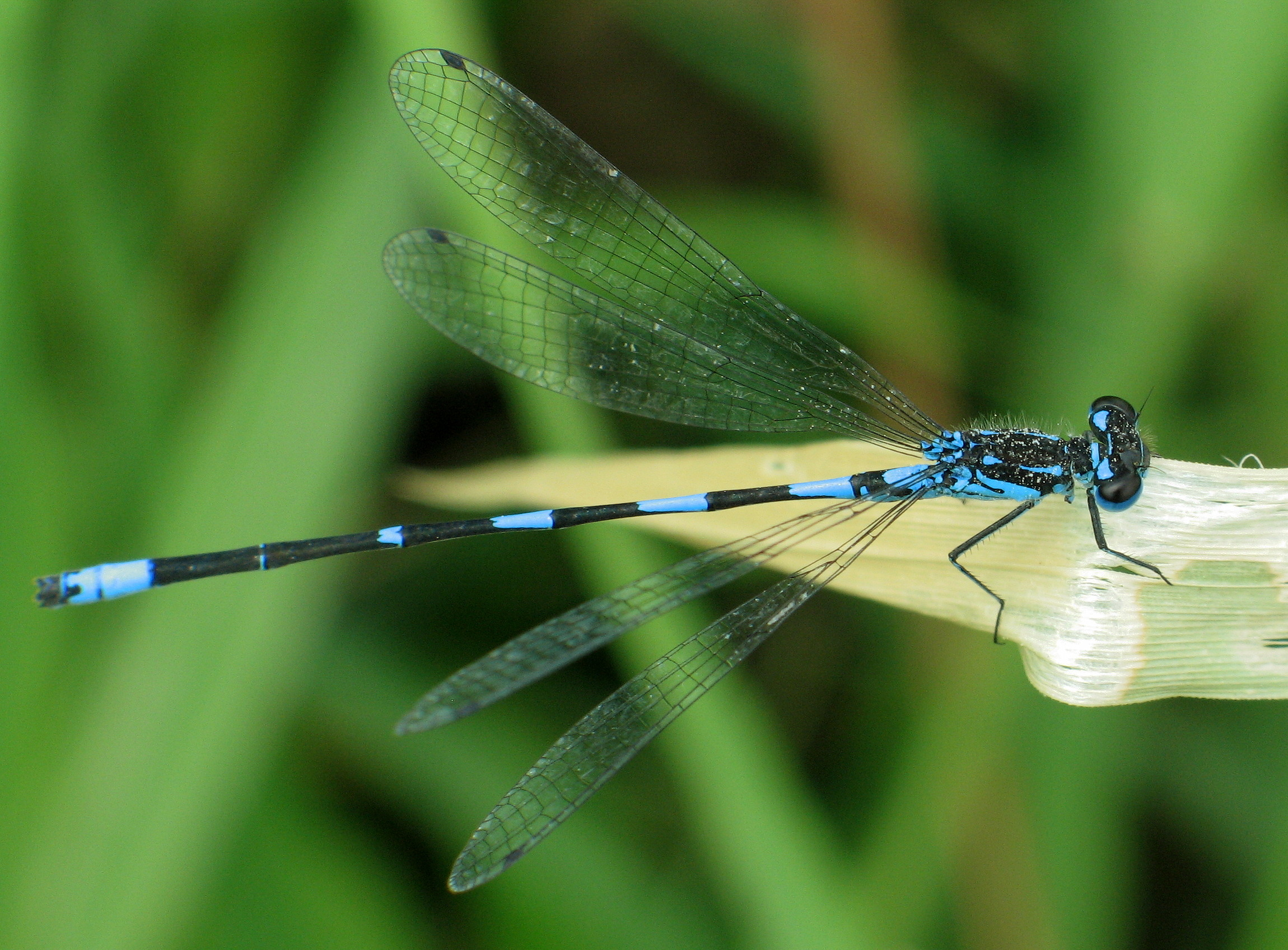
Fledermaus-Azurjungfer
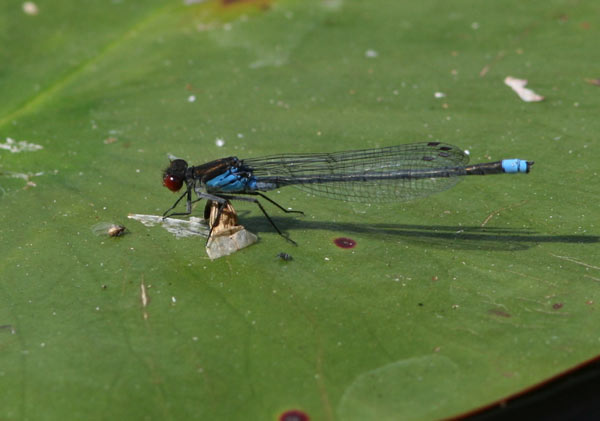
Großes Granatauge
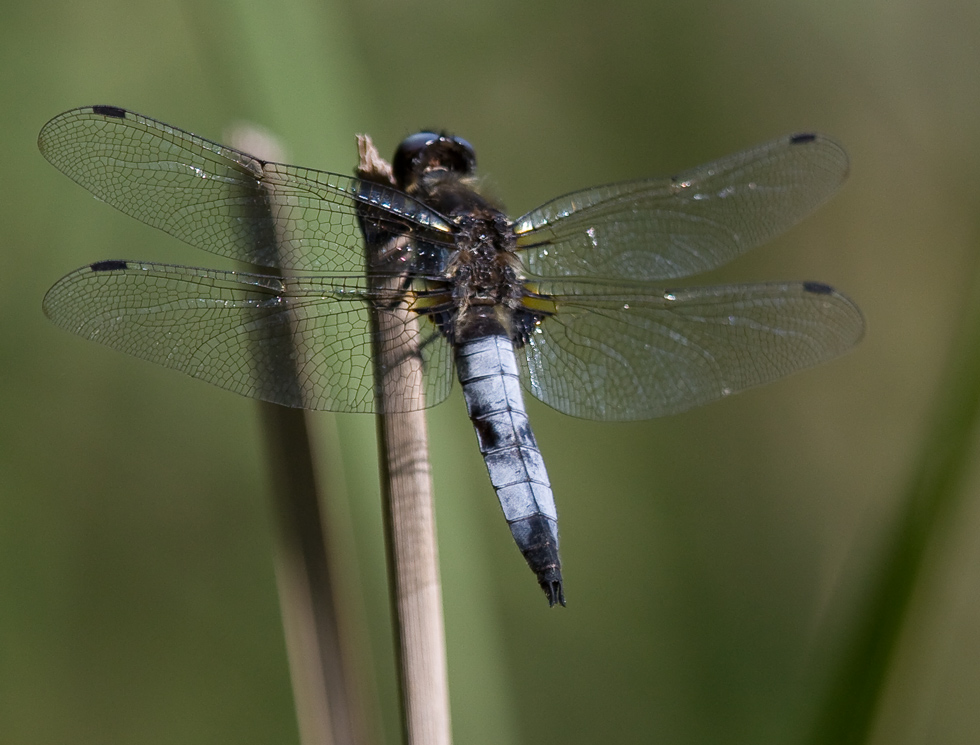
Spitzenfleck